# Black Kids
Black Kids són una banda d'indie pop dels Estats Units nascuda a Jacksonville, Florida. El seu primer EP de debut, Wizard of Ahhhs, va rebre bones crítiques el 2007, i va ser seguit pel primer àlbum de la banda, Partie Traumatic, encetant-se com a núm. 5 a les llistes d'àlbums del Regne Unit al juliol de 2008.

## Història
Black Kids es van formar a Jacksonville l'any 2006. Els seus components són Reggie Youngblood (veus principals i guitarra), Ali Youngblood (teclats i cors), Owen Holmes (baix), Kevin Snow (bateria) i Dawn Watley (teclats i cors). Encara que van començar inicialment a tocar a Jacksonville, van començar a fer gires per tot els EUA després d'actuar al Athens Popfest a Athens (Geòrgia) a l'agost de 2007, el qual va provocar un gran revolt en la premsa musical, incloent-hi a NME,
Vice,
The Guardian, i The Village Voice. El mateix mes, van penjar la seva maqueta - Extended Play, Wizard of Ahhhs, a la seva pàgina de MySpace per descàrregar gratis. Poc després, van començar a treballar amb Quest Management, la companyia que gestiona a Björk i a Arcade Fire. A l'octubre, l'EP va rebre una ressenya favorable de 8,4 punts sobre 10 al Pitchfork Media, incloent-hi una referència com a "Best New Music".
El 2008, la banda va gravar al Regne Unit el seu àlbum de debut, Partie Traumatic, produint-lo Bernard Butler, antic guitarrista de Suede, i va ser tret al mercat el 7 de juliol al Regne Unit per Almost Gold Recordings, estrenant-se al número 5, i dos setmanes després als EUA per Columbia Records, entrenant-se al número 127. La banda va tocar noves cançons en la seva mini-gira per Florida segons el seu.

## Discografia

### Àlbums
- Partie Traumatic (2008)
- Rookie (2017)

### Eps
- Wizard of Ahhhs (2007)
- Cemetery Lips (2009)

### Singles
- I'm Not Gonna Teach Your Boyfriend How to Dance with You (2008)
- Hurricane Jane (2008)
- Look at Me (When I Rock Wichoo) (2008)
- Origami (2014)
- Obligatory Drugs (2016)